# Shixinggia
Shixinggia oblita is een theropode dinosauriër, behorend tot de klade van de Maniraptora en meer in het bijzonder tot de groep van de Oviraptorosauria, die tijdens het Late Krijt leefde in het gebied van het huidige China. 

## Vondst en naamgeving
Het fossiel werd in 2003 gemeld in de wetenschappelijke literatuur. De soort is in 2004 genoemd en beschreven in een dissertatie van Lü Junchang, dus nog als een nomen nudum; hij is in 2005 benoemd door Lü en Zhang Baokun. De geslachtsnaam is een verwijzing naar het district Shixing in de provincie Guangdong. De soortaanduiding betekent: "vergeten".
De vondst, holotype BVP-112, is in 1995 gedaan door een team van het Beijing Natural History Museum onder leiding van Li Jianjun bij het dorp Luyuan, in lagen van de Pinglingformatie die dateert uit het Maastrichtien. Het holotype bestaat uit delen van ruggengraat: drie ruggenwervels, het heiligbeen en drie staartwervels; twee ribben, een stuk schaambeen, een bovenstuk van een dijbeen, een scheenbeen, een kuitbeen, en vier tenen van een vrij klein exemplaar.

## Beschrijving
Shixinggia is een middelgrote oviraptorosauriër. Volgens een schatting van Gregory S. Paul uit 2010 lag de lichaamslengte op twee meter, het gewicht op veertig kilogram.
De beschrijvers wisten enkele onderscheidende eigenschappen vast te stellen. Het voorblad van het darmbeen heeft geen afhangende punt. Dit voorblad is erg kort. De bovenkant van het dijbeen heeft in de voorste buitenste zijkant een grote pneumatische opening. De bovenste binnenkant van het scheenbeen heeft een kleinere pneumatische opening.
In het algemeen is het darmbeen erg hoog en kort. De onderkant van het hoofdlichaam ligt boven de bovenkant van het heupgewricht. Als de openingen in de elementen van de achterpoot correct geïdentificeerd zijn, vormen ze een unieke aanpassing: geen enkele andere theropode heeft een gepneumatiseerd dijbeen of scheenbeen. De opening in het dijbeen is zeer groot en beslaat de helft van de schachtbreedte. De opening in het scheenbeen is kleiner en vrij hoog. De binnenrand en de onderrand die samen een geleidelijke curve vormen, zijn van onbeschadigd bot zodat de structuur niet simpelweg een ineengedrukt gedeelte van de beenwand vertegenwoordigt. Aan de andere kant zijn er intern geen kleine beenstijlen of sponsachtig bot zichtbaar die zouden kunnen bewijzen dat de uitholling werkelijk tot in het binnenste doorliep.

## Fylogenie
Volgens Lü behoort Shixinggia tot de Caenagnathidae; andere analyses geven hem als lid van de Oviraptoridae als zustersoort van Heyuannia. Na Heyuannia is Shixinggia de tweede oviraptorosauriër die uit het zuiden van China bekend is.